# La Ville-aux-Bois-lès-Dizy
La Ville-aux-Bois-lès-Dizy is een gemeente in het Franse departement Aisne (regio Hauts-de-France) en telt 205 inwoners (1999). De plaats maakte deel uit van het arrondissement Laon, maar werd op 1 januari 2017 overgeheveld naar het arrondissement Vervins.

## Geografie
De oppervlakte van La Ville-aux-Bois-lès-Dizy bedraagt 10,0 km², de bevolkingsdichtheid is 20,5 inwoners per km².
De onderstaande kaart toont de ligging van La Ville-aux-Bois-lès-Dizy met de belangrijkste infrastructuur en aangrenzende gemeenten.

## Demografie
Onderstaande figuur toont het verloop van het inwonertal (bron: INSEE-tellingen).
Vanwege een beveiligingsprobleem met de MediaWiki Graph-software is het momenteel niet mogelijk deze grafiek weer te geven. Zodra de software is bijgewerkt zal de grafiek vanzelf weer zichtbaar worden.
1. ↑  Populations de référence 2022.